# Prusy (Beňov)
Prusy je malá vesnice, část obce Beňov v okrese Přerov. Nachází se asi 1,5 km na severovýchod od Beňova. Prusy je také název katastrálního území o rozloze 1,87 km2.

## Název
Na vesnici bylo přeneseno původní pojmenování jejích obyvatel Prusi (takto zapsáno v nejstarším dokladu z 1078), které označovalo obyvatele Pruska. Snad se jednalo o vesnici pruských válečných zajatců.

## Historie
První písemná zmínka o vesnici pochází z roku 1269.
V letech 1869–1950 byla samostatnou obcí a od roku 1961 se vesnice stala součástí obce Beňov.

## Obyvatelstvo
| Rok            | 1869 | 1880 | 1890 | 1900 | 1910 | 1921 | 1930 | 1950 | 1961 | 1970 | 1980 | 1991 | 2001 | 2011 | 2021 |
| -------------- | ---- | ---- | ---- | ---- | ---- | ---- | ---- | ---- | ---- | ---- | ---- | ---- | ---- | ---- | ---- |
| Počet obyvatel | 124  | 144  | 126  | 156  | 163  | 163  | 154  | 97   | 102  | 107  | 96   | 85   | 79   | 77   | 81   |
| Počet domů     | 19   | 19   | 21   | 23   | 23   | 23   | 22   | 22   | 22   | 22   | 23   | 26   | 27   | 27   | 30   |

## Rodáci
- Josef Mikula (1816 – 1881) – český kněz, ThDr., profesor teologie, v letech 1855 – 1860 poslední rektor Františkovy univerzity v Olomouci